# Gestel (Berlaar)

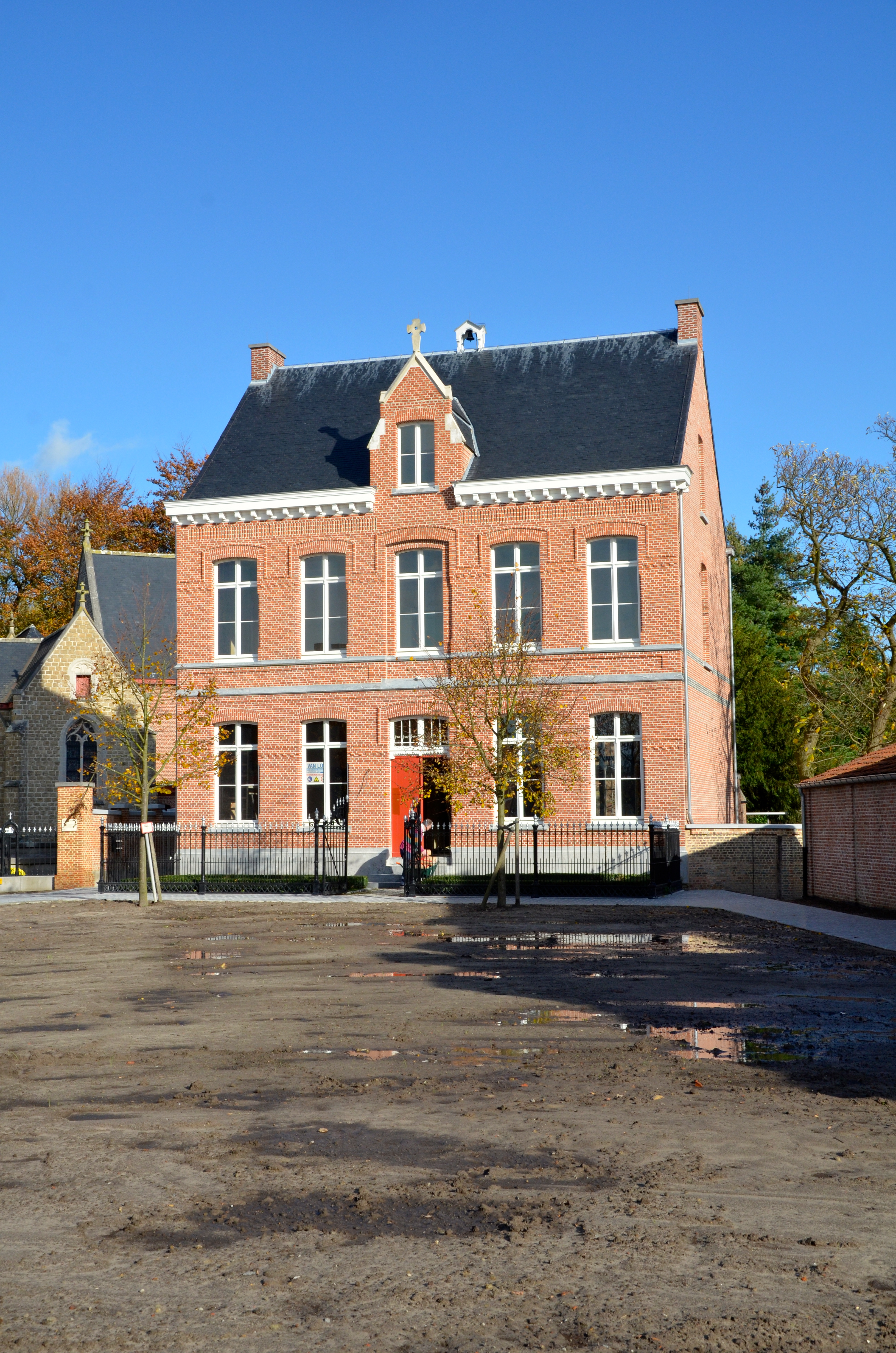
Pastorie

Gestel is een klein dorp in de Belgische provincie Antwerpen en een deelgemeente van Berlaar. Het is een erg schilderachtig dorpje langs de rivier de Grote Nete dat slechts enkele tientallen huizen telt. Met een oppervlakte van 248 hectaren was het de op een na kleinste gemeente van de provincie. Enkel Zoerle-Parwijs was nog kleiner. Gestel werd op 1 januari 1965 bij Berlaar ingelijfd. Het dorpje heeft zich hier echter zeer fel tegen verzet en haalde hiermee zelfs het nationale nieuws.

## Geschiedenis
De oudste vermelding van Gestel werd gevonden in documenten uit 1261 afkomstig van het Kapittel van Lier. Het was toen reeds onderdeel van de Heerlijkheid Mechelen. Gestel bestond uit een zeer kleine exclave en werd samen met Heist-op-den-berg bestuurd. Heist-op-den-Berg was in deze periode ook een exclave van dezelfde Heerlijkheid. Samen vormden zij het zogenaamde "ressort". Ondanks de ligging, in het hart van het Hertogdom Brabant, heeft het honderden jaren zo bestaan zonder er ooit onderdeel van te zijn, op een aantal strubbelingen in de 14de eeuw na.
Later werd Gestel afgekocht van de stad Mechelen en apart bestuurd. Dit bleef zo tot aan de val van het ancien régime in 1795, waarna Gestel onderdeel werd van het kanton en de latere gemeente Berlaar. Na de onafhankelijkheid van België bleef Gestel, lang een "dorp onder Heist", voorgoed geassocieerd met Berlaar. De fusie ruim een eeuw later bevestigt dit.

## Demografische ontwikkeling
- Bronnen:NIS, Opm:1831 tot en met 1961=volkstellingen

## Nabijgelegen kernen
Berlaar, Itegem, Herenthout, Bevel

## Bezienswaardigheden
- Sint-Lambertuskerk
- Kasteel Gestelhof
- De schandpaal, bij de kerk

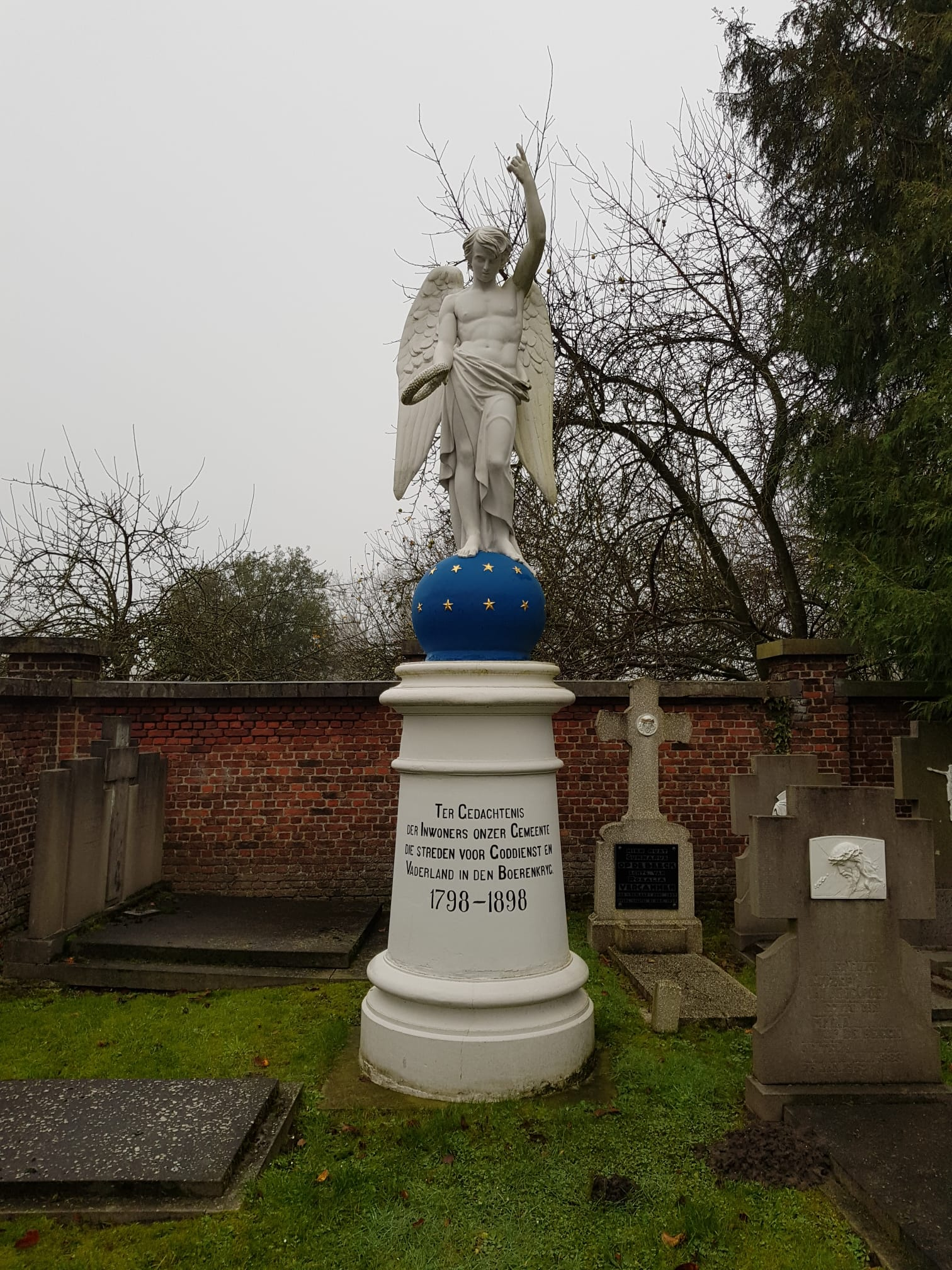
Boerenkrijgmonument, gerestaureerd in 2021-2022

- Het Boerenkrijgmonument, bij de kerk
- Het witte kasteel Hof van Rameyen (niet te bezoeken), waar Nicolaas Rubens, de tweede zoon van Peter Paul Rubens, zijn laatste jaren sleet

## Natuur en landschap
Gestel ligt op een hoogte van 5-10 meter aan de Grote Nete.